# Oberto I Grimaldi

Stemma Grimaldi

Oberto I Grimaldi (1140 circa – 1232 circa) è stato un ammiraglio italiano della flotta genovese a Damietta e commissario di Genova.

## Biografia
Era figlio di Grimaldo Canella.
Sposò Corradina Spinola, figlia di Oberto Spinola e Sibilla della Volta, da cui ebbe almeno quattro figli: 
- Grimaldo II (1170 - dopo il 1257), membro del Consiglio di Genova, console di Genova, nonno di Lanfranco (circa 1230-1293), vicario della Provenza, ambasciatore di Genova, governatore di Nizza; sarà il capostipite dei signori di Monaco
- Ingone (1210-1235)
- Oberto II (prima del 1233 - dopo il 1258)
- Nicola (? - prima del 1258).